# Bosque mediterráneo de Chipre
El bosque mediterráneo de Chipre es una ecorregión de la ecozona paleártica, definida por WWF, que está formada por la isla de Chipre.

## Descripción
Es una ecorregión de bosque mediterráneo que tiene una extensión de 9.300 kilómetros cuadrados.

## Flora
El ecosistema de bosque mediterráneo es muy sensible a la desertización si se destruye su cubierta vegetal. Los incendios forestales son frecuentes en este tipo de bosques, dejando grandes extensiones de terreno sin ningún tipo de defensa ante la pérdida de suelo. Al llegar las lluvias torrenciales arrastran la capa de suelo fértil con facilidad y lo erosionan con gran rapidez.La fauna en el bosque mediterráneo es rica y variada e incluye todo tipo de animales. Zorros, cabras monteses, rapaces, ardillas, reptiles pueblan el bosque mediterráneo, creando ecosistemas muy ricos, aunque la mano del hombre hace que la vida de algunas especies esté notablemente amenazada como el lince y en otra medida las rapaces y animales cazadores.

## Fauna
La isla es un punto de paso para millones de aves migratorias en su viaje entre Europa y África. Más de 350 especies de aves han sido censadas.

## Endemismos
Hay más de un centenar de plantas endémicas, entre las que se encuentran el amenazado cedro de Chipre (Cedrus brevifolia) y el roble dorado (Quercus alnifolia).

## Estado de conservación
En peligro crítico. Sólo el 18% de la isla conserva el hábitat original. La conversión de bosques en pastos, el desarrollo urbano, los incendios forestales y el turismo son las principales amenazas para esta ecorregión.

## Protección
La protección es escasa debido a la inesperacion de los augenicos autóctonos